# Bumlingtjärnarna (Särna socken, Dalarna, 686417-135777)
Bumlingtjärnarna är en sjö i Älvdalens kommun i Dalarna och ingår i Dalälvens huvudavrinningsområde.